# Łzawniczka korzeniasta
Łzawniczka korzeniasta (Ditiola radicata (Alb. & Schwein.) Fr.) – gatunek grzybów z rodziny łzawnikowatych (Dacrymycetaceae).

## Systematyka i nazewnictwo
Pozycja w klasyfikacji według Index Fungorum: Ditiola, Dacrymycetaceae, Dacrymycetales, Incertae sedis, Dacrymycetes, Agaricomycotina, Basidiomycota, Fungi.
Po raz pierwszy opisali go w 1805 r. Johannes Baptista von Albertini i Lewis David von Schweinitz nadając mu nazwę Helotium radicatum. Obecną, uznaną przez Index Fungorum nazwę nadał mu Elias Fries w 1822 r.
Ma 11 synonimów. Niektóre z nich:
- Dacrymyces radicatus (Alb. & Schwein.) Donk 1931
- Guepinia radicata (Alb. & Schwein.) Costantin & L.M. Dufour 1891[2].

W 1983 r. Barbara Gumińska i Władysław Wojewoda nadali mu polską nazwę misecznica korzeniasta, w 2003 r. W. Wojewoda zmienił ją na łzawniczka korzeniasta.

## Morfologia
Owocniki
Kapelusz o średnicy 1–3 (4) cm i podwiniętym brzegu. Powierzchnia żółta lub cytrynowożółta, początkowo brodawkowata, później guzowata, śliska. Młode owocniki z białą osłoną. Trzon cylindryczny lub stożkowaty, szerszy u góry, często nieregularny i rozgałęziony, biały. U podstawy dobrze rozwinięta grzybnia. Miąższ o galaretowatej konsystencji, żółtawy, w trzonie jaśniejszy, w smaku łagodny.
Cechy mikroskopowe
Wysyp zarodników bladożółty. Zarodniki 3,8–6,2 × 7,8–12,2 µm, eliptyczne, jednokomórkowe lub dwukomórkowe, przeważnie zakrzywione lub nierównoboczne. W strzępkach obecne sprzążki.

## Występowanie
Łzawniczka kustrzebkowata występuje w Ameryce Północnej i Południowej, Europie, Azji, Oceanii i Australii. Najwięcej stanowisk podano w Europie, zwłaszcza na Półwyspie Skandynawskim. W Polsce W. Wojewoda w 2003 r. przytoczył 5 stanowisk. Bardziej aktualne stanowiska podaje internetowy atlas grzybów. Znajduje się na Czerwonej liście roślin i grzybów Polski. Ma status E– gatunek wymierający, którego przeżycie jest mało prawdopodobne, jeśli nadal będą działać czynniki zagrożenia.
Grzyb nadrzewny, saprotrof. Występuje w lasach iglastych na martwym drewnie. W Polsce notowany od maja do lipca na świerku pospolitym i korzeniach sosny, w Niemczech także na drewnie liściastym (topola osika).